# Schloss Buseck

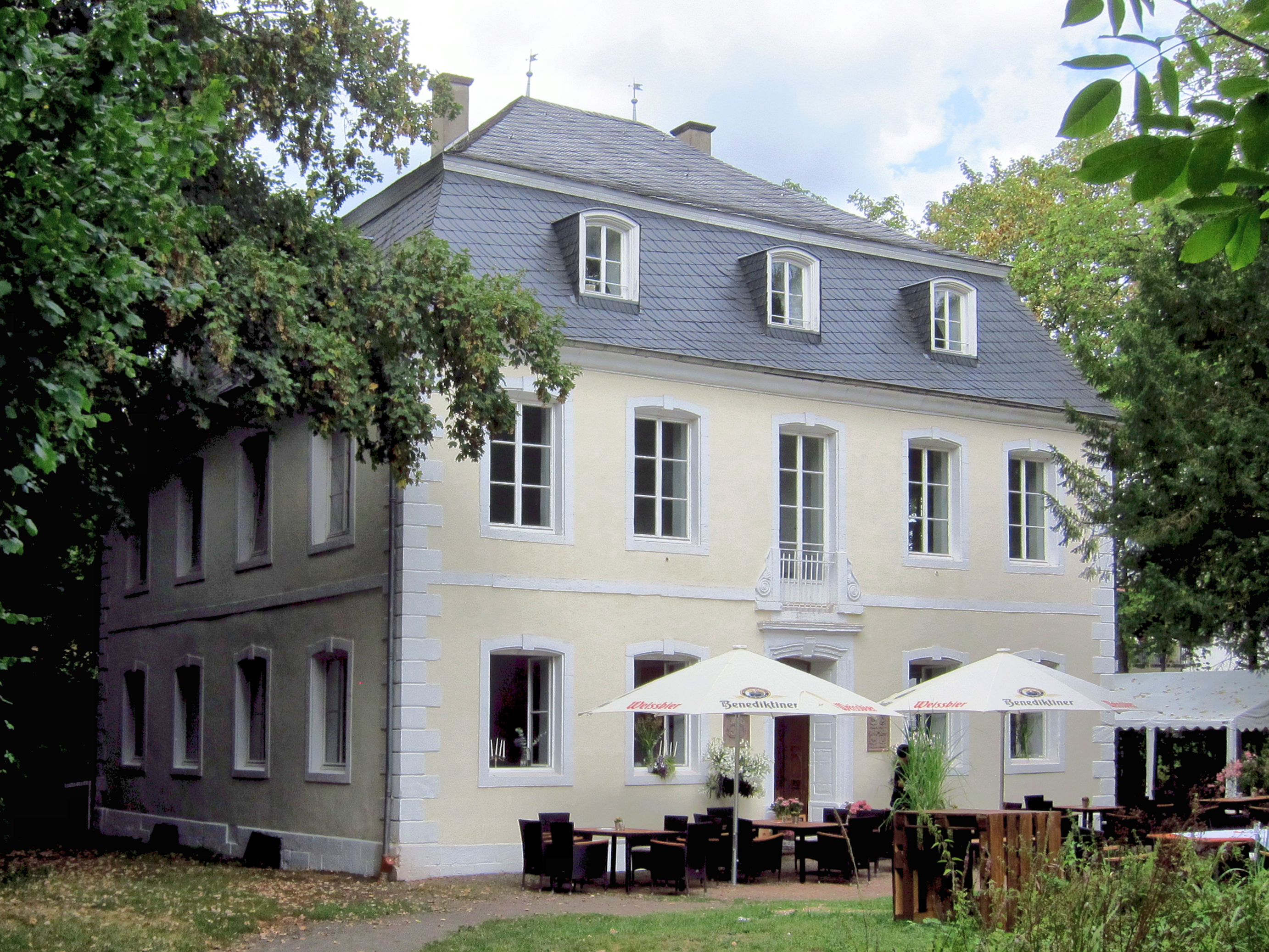
Schloss Buseck

Schloss Buseck, auch Schloss Calmesweiler, ist ein Barockschloss im Eppelborner Ortsteil Bubach-Calmesweiler. Es steht unter Denkmalschutz.

## Geschichte

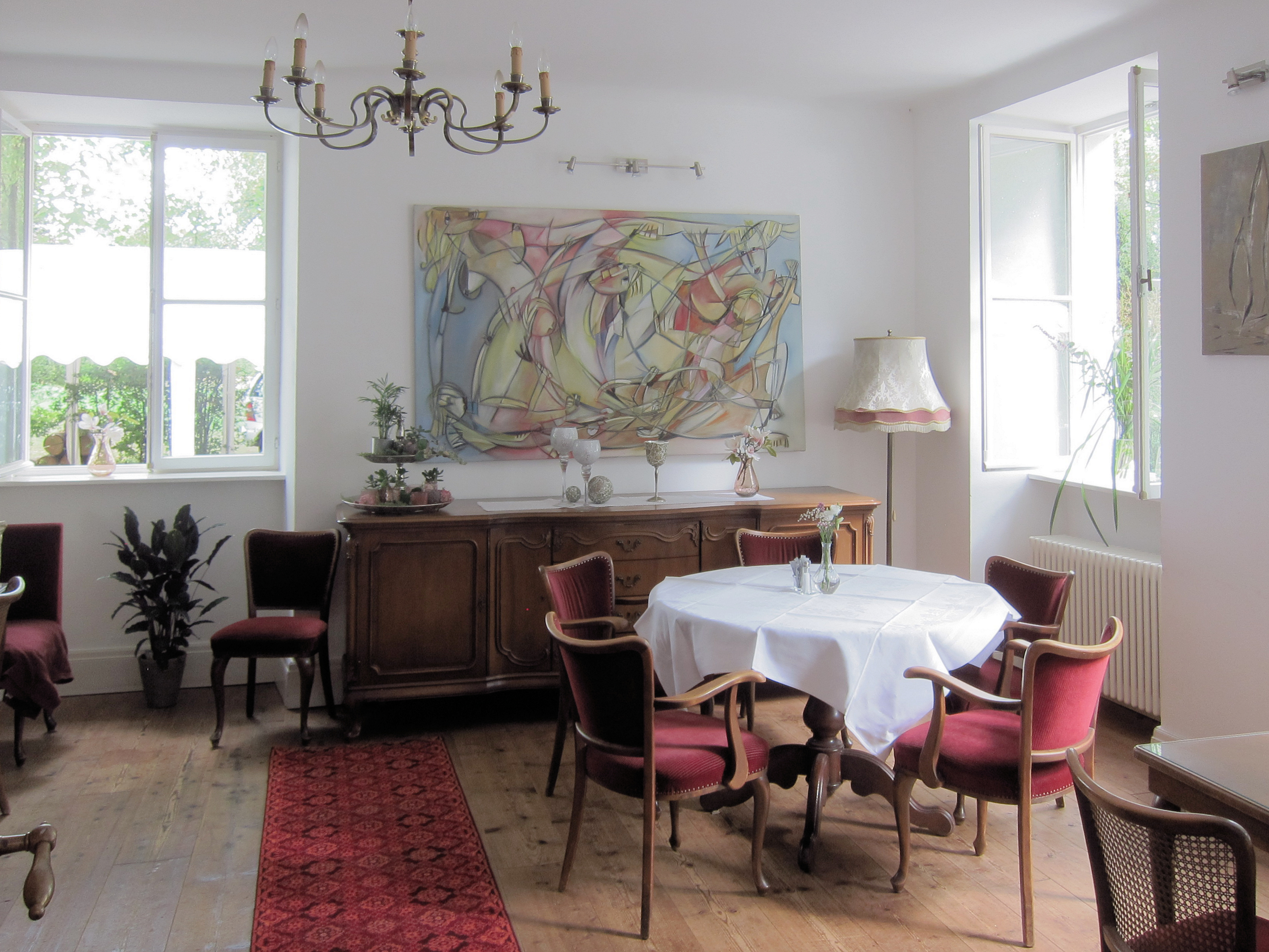
Der Innenraum in Café des Schlosses

Bei der 1663 vorgenommenen Erbteilung der Herrschaft Eppelborn-Calmesweiler zwischen Christoph Ludwig von Löwenstein und seiner Schwester Maria Margarethe, verheiratet mit Conrad Philipp von Buseck, erhielt Maria Margarethe Calmesweiler, Bubach und Macherbach, während Christoph Ludwig Eppelborn bekam. Mit dem Tode Christoph Ludwigs von Löwenstein 1668 erbte seine Schwester auch Eppelborn. Erbaut wurde das Schloss im Jahre 1735 als Herrschaftssitz von Freiherr Ernst Johann Philipp Hartmann von Buseck und seiner Frau Maria Freiin von Butlar von einem unbekannten Architekten und Baumeister. Ende des 19. Jahrhunderts wurde an der Nordseite des Baus ein Turm angebaut, der im dritten Stockwerk eine kleine Kapelle beherbergt. Bis 1866 blieb das Schloss im Besitz der Familie von Buseck, dann übernahmen es die Freiherren von Thünefeld. 1884 wurden die inzwischen verfallenen Wirtschaftsgebäude um das Schloss abgerissen und eine große Parkanlage mit Weiher gestaltet. 1937 übernahm die Gräfin Gabriele von Andlau-Homburg, verheiratete Weber, den Besitz. 1996 erwarb schließlich die Gemeinde Eppelborn das Schlossgebäude mit der dazugehörenden Parkanlage von der Erbengemeinschaft Weber. 1997 ging das Schlossgebäude mit einer Teilfläche in den Privatbesitz eines Architekten über. Im Jahr 2003 wurde Schloss Buseck mit dem Saarländischen Denkmalpflegepreis ausgezeichnet.
Am 1. November 2019 eröffnete im Erdgeschoss des Schlosses ein Café mit Außenbewirtschaftung.

## Architektur

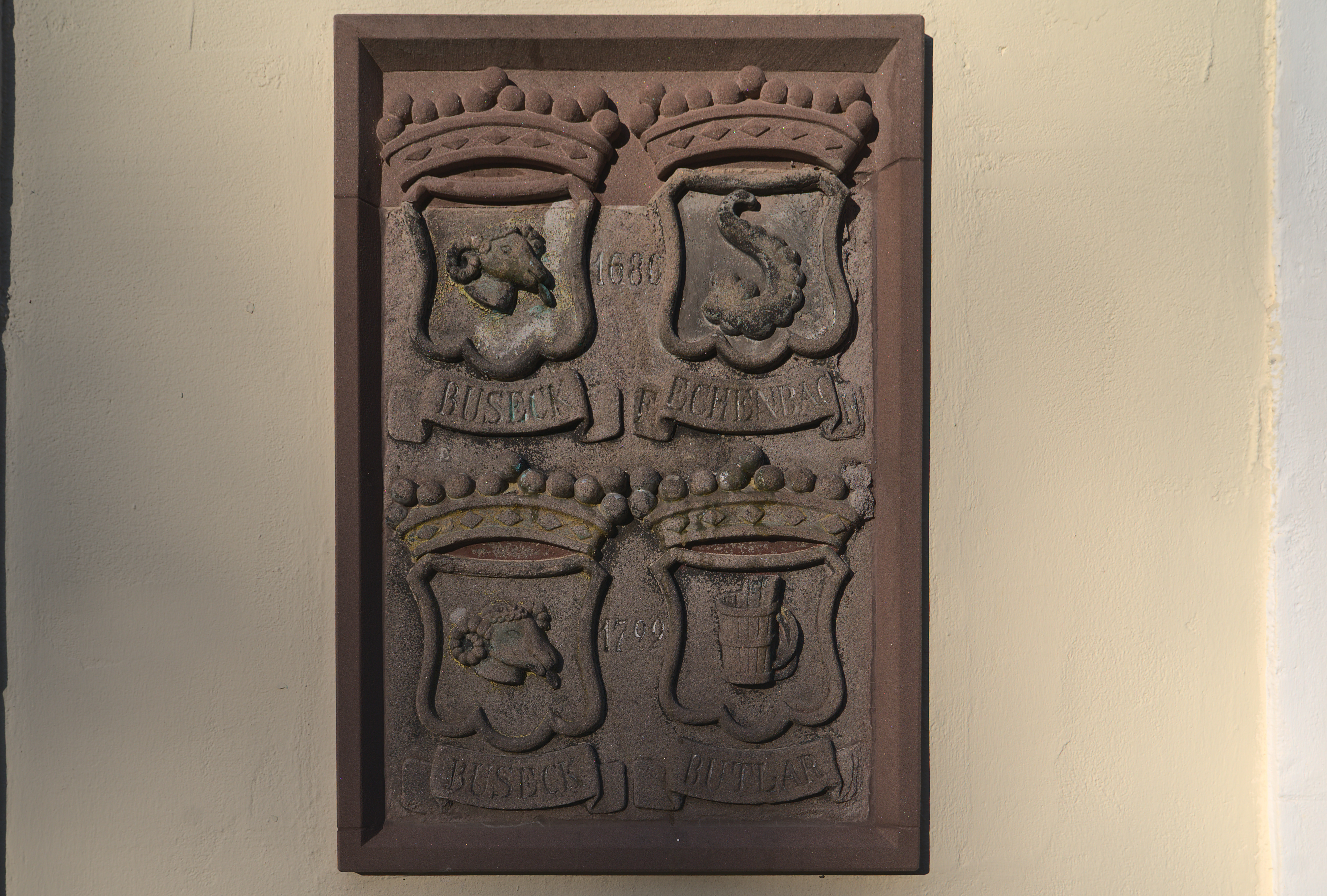
Allianzwappen an der Außenseite

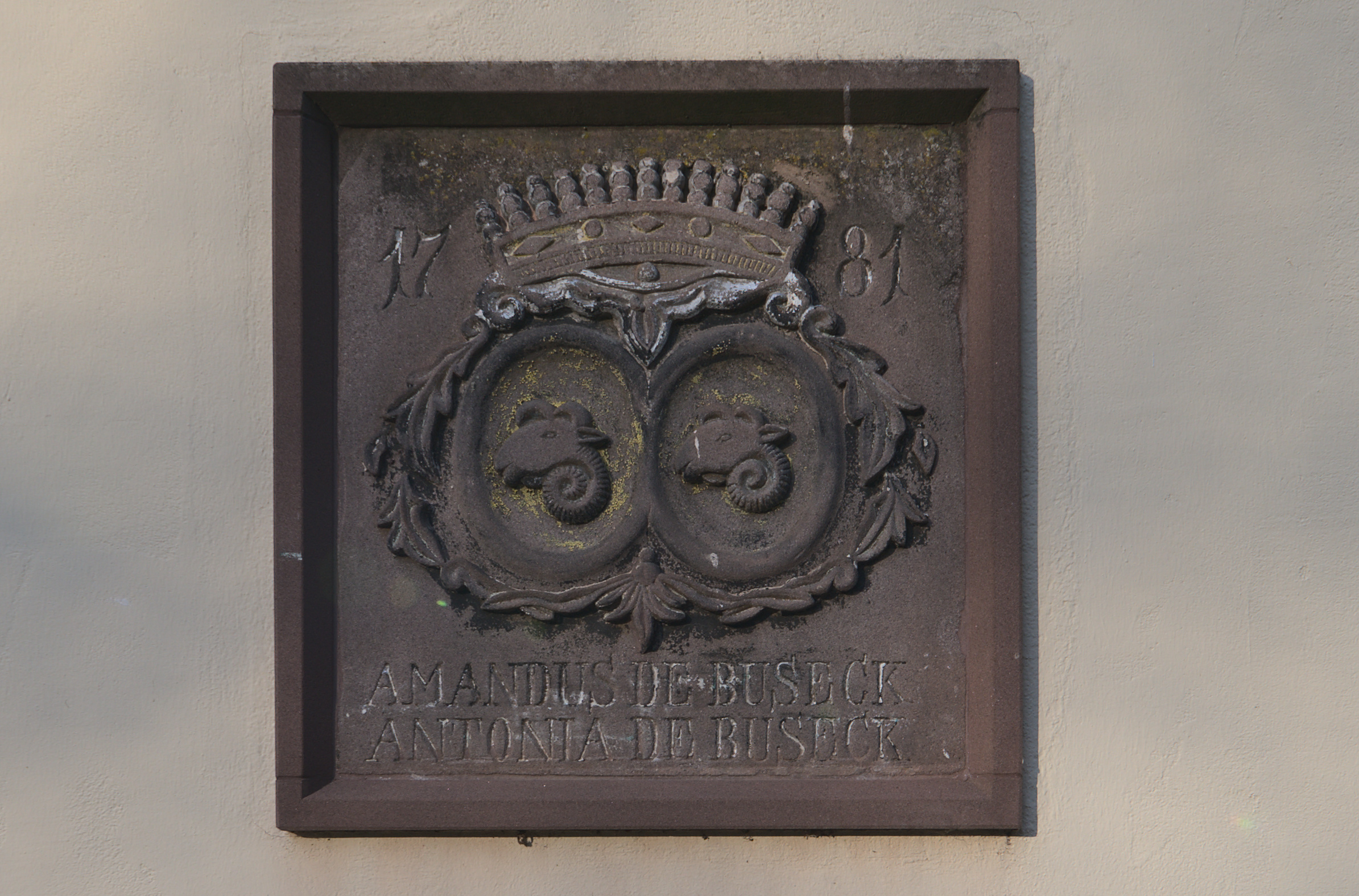
Allianzwappender Eheleute Antonia und Amandus

Der zweigeschossige Putzbau mit Eckquaderung wird von einem Mansardwalmdach abgeschlossen. Ein auskragendes Geschossgesims umzieht das Gebäude. Die Fenster- und Türlaibungen sind profiliert, in den Segmentbögen der Fenster sitzt ein betonter Schlussstein. Auf dem Schlussstein über dem Hauptportal stehen die Jahreszahlen 1735, 1779 und 1884. Darüber befindet sich im ersten Stock ein französischer Balkon mit schmiedeeisernem Geländer. Neben der rechten Portalseite ließ der Erbauer die Allianzwappen Buseck – 1686 – Fechenbach und Buseck – 1722 – Butlar anbringen. Auf der linken Portalseite prangt nach der Renovierung das Allianzwappen der Eheleute Amandus von Buseck und Antonia von Buseck mit der Jahreszahl 1781. Auf der Nordseite wurde später ein kleiner Turm angebaut.